# Vangelis-diszkográfia
Ezen az oldalon a görög zeneszerző Vangelis diszkográfiája olvasható. A diszkográfia tartalmazza a kiadott stúdió- és filmzenealbumokat, a kis- és középlemezeket, a maxikat, továbbá azon albumokat, melyeket más világsztárokkal együttműködve készített - feltüntetvén mindezek legmagasabb slágerlistás helyezéseit is. Ezeken túlmenően pedig a különböző ritkaságok (limitált kiadások, hivatalosan nem megjelent bootleg-ek stb.), illetve a videós kiadványok is feltüntetésre kerültek.

## Stúdióalbumok
| Év   | Album adatai                                 | Legmagasabb slágerlistás helyezés | Legmagasabb slágerlistás helyezés | Legmagasabb slágerlistás helyezés | Legmagasabb slágerlistás helyezés | Legmagasabb slágerlistás helyezés | Legmagasabb slágerlistás helyezés | Legmagasabb slágerlistás helyezés | Legmagasabb slágerlistás helyezés | Legmagasabb slágerlistás helyezés | Legmagasabb slágerlistás helyezés | Legmagasabb slágerlistás helyezés | Eladási minősítések |
| Év   | Album adatai                                 | UK                                | AT                                | DE                                | CH                                | NL                                | BE                                | SW                                | NOR                               | FR                                | POR                               | GRE                               | Eladási minősítések |
| ---- | -------------------------------------------- | --------------------------------- | --------------------------------- | --------------------------------- | --------------------------------- | --------------------------------- | --------------------------------- | --------------------------------- | --------------------------------- | --------------------------------- | --------------------------------- | --------------------------------- | ------------------- |
| 1972 | Fais que ton rêve soit plus long que la nuit | —                                 | —                                 | —                                 | —                                 | —                                 | —                                 | —                                 | —                                 | —                                 | —                                 | —                                 | —                   |
| 1973 | Earth                                        | —                                 | —                                 | —                                 | —                                 | —                                 | —                                 | —                                 | —                                 | —                                 | —                                 | —                                 | —                   |
| 1975 | Heaven and Hell                              | 31                                | —                                 | —                                 | —                                 | —                                 | —                                 | —                                 | —                                 | —                                 | —                                 | —                                 | —                   |
| 1976 | Albedo 0.39                                  | 18                                | —                                 | —                                 | —                                 | —                                 | —                                 | —                                 | —                                 | —                                 | —                                 | —                                 | —                   |
| 1977 | Spiral                                       | —                                 | —                                 | —                                 | —                                 | —                                 | —                                 | —                                 | —                                 | —                                 | —                                 | —                                 | —                   |
| 1978 | Beaubourg                                    | —                                 | —                                 | —                                 | —                                 | —                                 | —                                 | —                                 | —                                 | —                                 | —                                 | —                                 | —                   |
| 1979 | China                                        | —                                 | —                                 | —                                 | —                                 | —                                 | —                                 | —                                 | —                                 | —                                 | —                                 | —                                 | —                   |
| 1980 | See You Later                                | —                                 | —                                 | —                                 | —                                 | —                                 | —                                 | —                                 | —                                 | —                                 | —                                 | —                                 | —                   |
| 1984 | Soil Festivities                             | 55                                | —                                 | —                                 | —                                 | —                                 | —                                 | —                                 | —                                 | —                                 | —                                 | —                                 | —                   |
| 1985 | Mask                                         | 69                                | —                                 | —                                 | —                                 | —                                 | —                                 | —                                 | —                                 | —                                 | —                                 | —                                 | —                   |
| 1985 | Invisible Connections                        | —                                 | —                                 | —                                 | —                                 | —                                 | —                                 | —                                 | —                                 | —                                 | —                                 | —                                 | —                   |
| 1988 | Direct                                       | —                                 | —                                 | —                                 | —                                 | —                                 | —                                 | 33                                | —                                 | —                                 | —                                 | —                                 | —                   |
| 1990 | The City                                     | —                                 | —                                 | —                                 | —                                 | —                                 | —                                 | —                                 | —                                 | —                                 | —                                 | —                                 | —                   |
| 1995 | Voices                                       | 58                                | 6                                 | 24                                | 31                                | 36                                | 16                                | 50                                | 25                                | —                                 | —                                 | 1                                 | —                   |
| 1996 | Oceanic                                      | —                                 | 22                                | 87                                | 37                                | 98                                | —                                 | 60                                | —                                 | 29                                | —                                 | 1                                 | —                   |
| 1998 | El Greco                                     | —                                 | —                                 | 74                                | —                                 | —                                 | —                                 | —                                 | —                                 | 66                                | —                                 | —                                 | —                   |
| 2001 | Mythodea                                     | —                                 | —                                 | 46                                | 75                                | —                                 | —                                 | —                                 | —                                 | 75                                | 2                                 | 1                                 | —                   |
| 2016 | Rosetta                                      | —                                 | —                                 | —                                 | —                                 | —                                 | —                                 | —                                 | —                                 | —                                 | —                                 | —                                 | —                   |
| 2021 | Juno To Jupiter                              |                                   |                                   |                                   |                                   |                                   |                                   |                                   |                                   |                                   |                                   |                                   |                     |

## Filmzenealbumok
| Év   | Album adatai                           | Legmagasabb slágerlistás helyezés | Legmagasabb slágerlistás helyezés | Legmagasabb slágerlistás helyezés | Legmagasabb slágerlistás helyezés | Legmagasabb slágerlistás helyezés | Legmagasabb slágerlistás helyezés | Legmagasabb slágerlistás helyezés | Legmagasabb slágerlistás helyezés | Legmagasabb slágerlistás helyezés | Legmagasabb slágerlistás helyezés | Legmagasabb slágerlistás helyezés | Eladási minősítések |
| Év   | Album adatai                           | UK                                | AT                                | CH                                | NL                                | BE                                | SW                                | NR                                | FR                                | SP                                | POR                               | GRE                               | Eladási minősítések |
| ---- | -------------------------------------- | --------------------------------- | --------------------------------- | --------------------------------- | --------------------------------- | --------------------------------- | --------------------------------- | --------------------------------- | --------------------------------- | --------------------------------- | --------------------------------- | --------------------------------- | ------------------- |
| 1970 | Sex Power                              | —                                 | —                                 | —                                 | —                                 | —                                 | —                                 | —                                 | —                                 | —                                 | —                                 | —                                 | —                   |
| 1973 | L'Apocalypse des animaux               | —                                 | —                                 | —                                 | —                                 | —                                 | —                                 | —                                 | —                                 | —                                 | —                                 | —                                 | —                   |
| 1975 | Entends-tu les chiens aboyer?          | —                                 | —                                 | —                                 | —                                 | —                                 | —                                 | —                                 | —                                 | —                                 | —                                 | —                                 | —                   |
| 1976 | La Fête sauvage                        | —                                 | —                                 | —                                 | —                                 | —                                 | —                                 | —                                 | —                                 | —                                 | —                                 | —                                 | —                   |
| 1979 | Opera sauvage                          | —                                 | —                                 | —                                 | —                                 | —                                 | —                                 | —                                 | —                                 | —                                 | —                                 | —                                 | —                   |
| 1981 | Chariots of Fire                       | 5                                 | 11                                | —                                 | —                                 | —                                 | —                                 | —                                 | —                                 | —                                 | —                                 | —                                 | —                   |
| 1983 | Antarctica                             | —                                 | —                                 | —                                 | —                                 | —                                 | —                                 | —                                 | —                                 | —                                 | —                                 | —                                 | —                   |
| 1992 | 1492: Conquest of Paradise             | 33                                | 1                                 | 1                                 | 1                                 | 2                                 | 40                                | 1                                 | 65                                | 94                                | —                                 | —                                 | —                   |
| 1994 | Blade Runner                           | 20                                | —                                 | —                                 | —                                 | —                                 | —                                 | —                                 | —                                 | 42                                | —                                 | —                                 | —                   |
| 2004 | Alexander                              | —                                 | —                                 | —                                 | —                                 | 96                                | —                                 | —                                 | 97                                | —                                 | 28                                | —                                 | —                   |
| 2007 | Blade Runner Trilogy. 25th Anniversary | —                                 | —                                 | —                                 | —                                 | —                                 | —                                 | —                                 | —                                 | —                                 | —                                 | —                                 | —                   |
| 2007 | El Greco (soundtrack)                  | —                                 | —                                 | —                                 | —                                 | —                                 | —                                 | —                                 | —                                 | —                                 | —                                 | —                                 | —                   |

## Válogatásalbumok
| Év   | Album adatai                       | Legmagasabb slágerlistás helyezés | Legmagasabb slágerlistás helyezés | Legmagasabb slágerlistás helyezés | Legmagasabb slágerlistás helyezés | Legmagasabb slágerlistás helyezés | Legmagasabb slágerlistás helyezés | Legmagasabb slágerlistás helyezés | Legmagasabb slágerlistás helyezés | Legmagasabb slágerlistás helyezés | Legmagasabb slágerlistás helyezés | Legmagasabb slágerlistás helyezés | Eladási minősítések |
| Év   | Album adatai                       | UK                                | AT                                | DE                                | CH                                | NL                                | BE                                | SW                                | NR                                | FR                                | POR                               | GRE                               | Eladási minősítések |
| ---- | ---------------------------------- | --------------------------------- | --------------------------------- | --------------------------------- | --------------------------------- | --------------------------------- | --------------------------------- | --------------------------------- | --------------------------------- | --------------------------------- | --------------------------------- | --------------------------------- | ------------------- |
| 1989 | Themes                             | 11                                | —                                 | —                                 | 20                                | —                                 | 39                                | 25                                | —                                 | —                                 | —                                 | —                                 | —                   |
| 1995 | Themes II.                         | —                                 | —                                 | —                                 | —                                 | —                                 | 15                                | —                                 | —                                 | —                                 | —                                 | —                                 | —                   |
| 1996 | Portraits (So Long Ago, So Clear)  | 14                                | 3                                 | —                                 | 7                                 | 4                                 | 4                                 | 59                                | —                                 | —                                 | —                                 | —                                 | —                   |
| 1999 | Reprise 1990-1999                  | —                                 | —                                 | —                                 | —                                 | —                                 | —                                 | 24                                | —                                 | —                                 | —                                 | —                                 | —                   |
| 2003 | Odyssey: The Definitive Collection | —                                 | —                                 | —                                 | 89                                | 68                                | 23                                | 29                                | 14                                | —                                 | 8                                 | —                                 | —                   |

### Egyéb válogatásalbumok
- (1978) The Best Of Vangelis
- (1981) Greatest Hits
- (1995) Best in Space
- (1996) Gift
- (1997) The Best of Vangelis
- (2002) Cosmos

## Kis- és középlemezek, maxik
| Év   | Album adatai         | Legmagasabb slágerlistás helyezés | Legmagasabb slágerlistás helyezés | Legmagasabb slágerlistás helyezés | Legmagasabb slágerlistás helyezés | Legmagasabb slágerlistás helyezés | Legmagasabb slágerlistás helyezés | Legmagasabb slágerlistás helyezés | Legmagasabb slágerlistás helyezés | Legmagasabb slágerlistás helyezés | Legmagasabb slágerlistás helyezés | Legmagasabb slágerlistás helyezés | Eladási minősítések |
| Év   | Album adatai         | UK                                | AT                                | DE                                | CH                                | NL                                | BE                                | SW                                | NR                                | FR                                | POR                               | GRE                               | Eladási minősítések |
| ---- | -------------------- | --------------------------------- | --------------------------------- | --------------------------------- | --------------------------------- | --------------------------------- | --------------------------------- | --------------------------------- | --------------------------------- | --------------------------------- | --------------------------------- | --------------------------------- | ------------------- |
| 1976 | Pulstar/Alpha        | —                                 | —                                 | —                                 | —                                 | —                                 | —                                 | —                                 | —                                 | —                                 | —                                 | —                                 | —                   |
| 1977 | To The Unknown Man   | —                                 | —                                 | —                                 | —                                 | 38                                | —                                 | —                                 | —                                 | —                                 | —                                 | —                                 | —                   |
| 1979 | Hymne                | —                                 | —                                 | —                                 | —                                 | —                                 | —                                 | —                                 | —                                 | —                                 | —                                 | —                                 | —                   |
| 1979 | L'Enfant             | —                                 | —                                 | —                                 | —                                 | —                                 | —                                 | —                                 | —                                 | —                                 | —                                 | —                                 | —                   |
| 1981 | Chariots of Fire     | 12                                | —                                 | —                                 | —                                 | —                                 | —                                 | —                                 | —                                 | —                                 | —                                 | —                                 | —                   |
| 1981 | Heaven & Hell        | 48                                | —                                 | —                                 | —                                 | —                                 | —                                 | —                                 | —                                 | —                                 | —                                 | —                                 | —                   |
| 1982 | Chariots of Fire     | 41                                | —                                 | —                                 | —                                 | —                                 | —                                 | —                                 | —                                 | —                                 | —                                 | —                                 | —                   |
| 1992 | Conquest Of Paradise | 60                                | 2                                 | —                                 | 1                                 | 1                                 | 1                                 | —                                 | —                                 | 12                                | —                                 | —                                 |                     |
| 1995 | Voices               | —                                 | 23                                | —                                 | 24                                | —                                 | 42                                | —                                 | —                                 | —                                 | —                                 | —                                 | —                   |

## Közös kiadvány más előadókkal

### Jon Anderson
| Év   | Album adatai                     | Legmagasabb slágerlistás helyezés | Legmagasabb slágerlistás helyezés | Legmagasabb slágerlistás helyezés | Legmagasabb slágerlistás helyezés | Legmagasabb slágerlistás helyezés | Legmagasabb slágerlistás helyezés | Legmagasabb slágerlistás helyezés | Legmagasabb slágerlistás helyezés | Legmagasabb slágerlistás helyezés | Legmagasabb slágerlistás helyezés | Legmagasabb slágerlistás helyezés | Eladási minősítések |
| Év   | Album adatai                     | UK                                | AT                                | DE                                | CH                                | NL                                | BE                                | SW                                | NR                                | AU                                | NZ                                | U.S.                              | Eladási minősítések |
| ---- | -------------------------------- | --------------------------------- | --------------------------------- | --------------------------------- | --------------------------------- | --------------------------------- | --------------------------------- | --------------------------------- | --------------------------------- | --------------------------------- | --------------------------------- | --------------------------------- | ------------------- |
| 1979 | I Hear You Now (kislemez)        | —                                 | —                                 | —                                 | —                                 | 9                                 | —                                 | —                                 | —                                 | —                                 | —                                 | —                                 | —                   |
| 1980 | Short Stories                    | —                                 | 18                                | —                                 | —                                 | —                                 | —                                 | —                                 | 31                                | —                                 | —                                 | —                                 | —                   |
| 1981 | The Friends of Mr. Cairo         | —                                 | 8                                 | —                                 | —                                 | —                                 | —                                 | 35                                | —                                 | —                                 | —                                 | —                                 | —                   |
| 1981 | I'll Find My Way Home (kislemez) | —                                 | 19                                | —                                 | 1                                 | 2                                 | —                                 | 9                                 | —                                 | —                                 | 45                                | —                                 | —                   |
| 1983 | Private Collection               | —                                 | 18                                | —                                 | —                                 | —                                 | —                                 | 24                                | —                                 | —                                 | 45                                | —                                 | —                   |
| 1984 | The Best of Jon & Vangelis       | —                                 | —                                 | —                                 | —                                 | —                                 | —                                 | —                                 | —                                 | —                                 | —                                 | —                                 | —                   |
| 1991 | Page of Life                     | —                                 | —                                 | —                                 | —                                 | —                                 | —                                 | —                                 | —                                 | —                                 | —                                 | —                                 | —                   |

### Egyéb előadók
- (1977) Chinese Restaurant - Krisma (Chrisma) ?????
- (1979) Odes - Irene Papas
- (1979) Hibernation - Krisma (Chrisma)  ?????
- (1981) Ich Hab' Keine Angst/Moi, je n'ai pas peur - Milva
- (1986) The Velocity of Love - Suzanne Ciani
- (1986) Rapsodies - Irene Papas
- (1986) Geheimnisse/Tra Due Sogni - Milva
- (1996) A Separate Affair - Neuronium
- (2002) A vihar - Nemzeti Színház
- (2008) Świadectwo - Robert Janson